# Amagne
Amagne ist eine französische Gemeinde mit 787 Einwohnern (Stand 1. Januar 2022) im Département Ardennes in der Region Grand Est. Sie gehört zum Arrondissement Rethel und zum Kanton Rethel. 

## Geographie
Das Gemeindegebiet wird vom Fluss Saulces durchquert.
Nachbargemeinden sind Faux im Norden, Sorcy-Bauthémont und Écordal im Nordosten, Alland’Huy-et-Sausseuil im Osten, Givry im Südosten, Ambly-Fleury im Süden, Seuil und Thugny-Trugny im Südwesten, Coucy im Westen sowie Lucquy im Nordwesten.

## Bevölkerungsentwicklung
| Jahr      | 1962 | 1968 | 1975 | 1982 | 1990 | 1999 | 2008 | 2019 |
| --------- | ---- | ---- | ---- | ---- | ---- | ---- | ---- | ---- |
| Einwohner | 770  | 744  | 645  | 572  | 612  | 705  | 695  | 711  |

## Sehenswürdigkeiten
- Kirche Saint-Martin aus dem 13. Jahrhundert, Monument historique
- Oratorium Vierge-Marie
- Kriegerdenkmal
- Flurkreuze

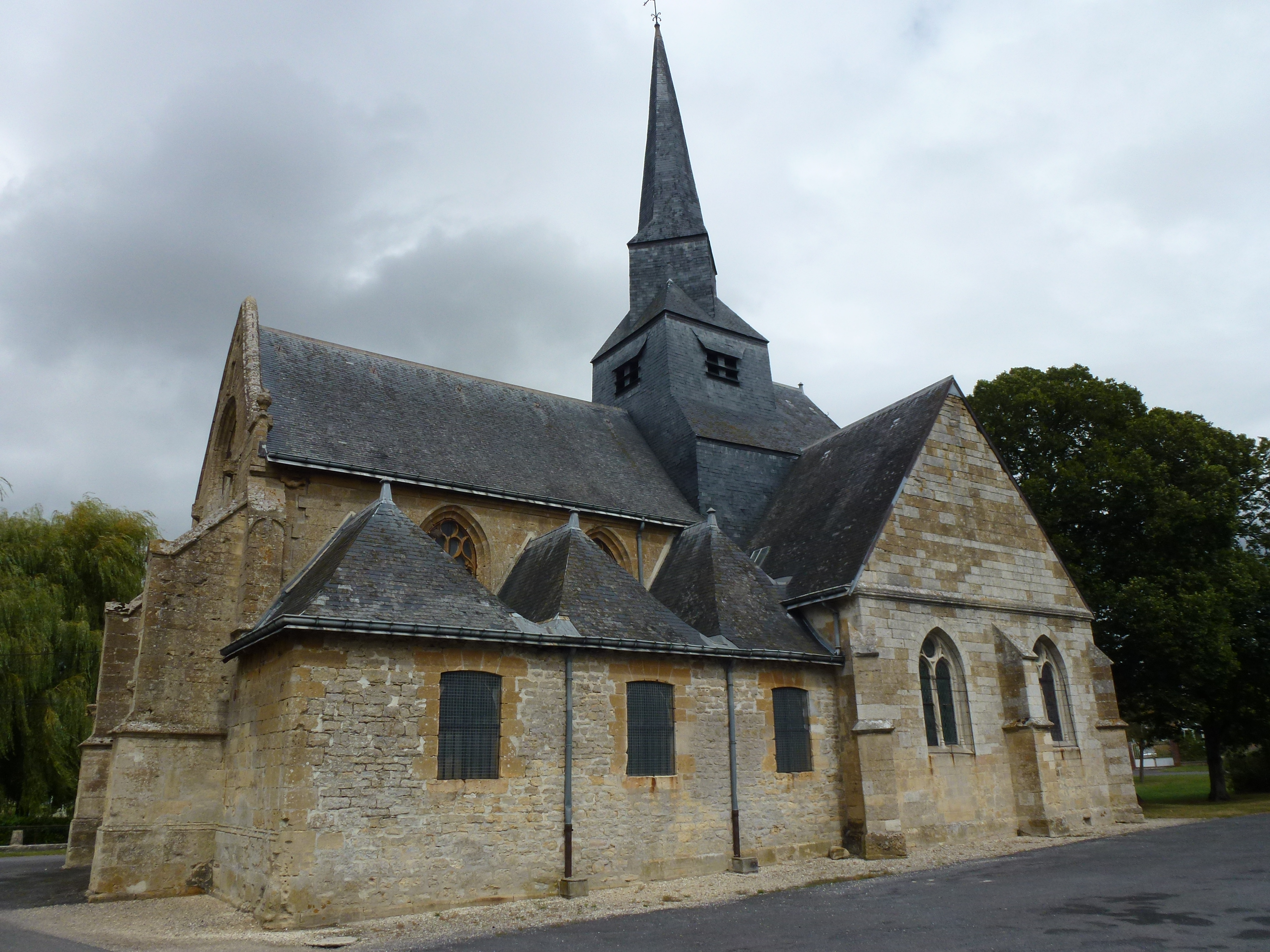
Kirche Saint-Martin
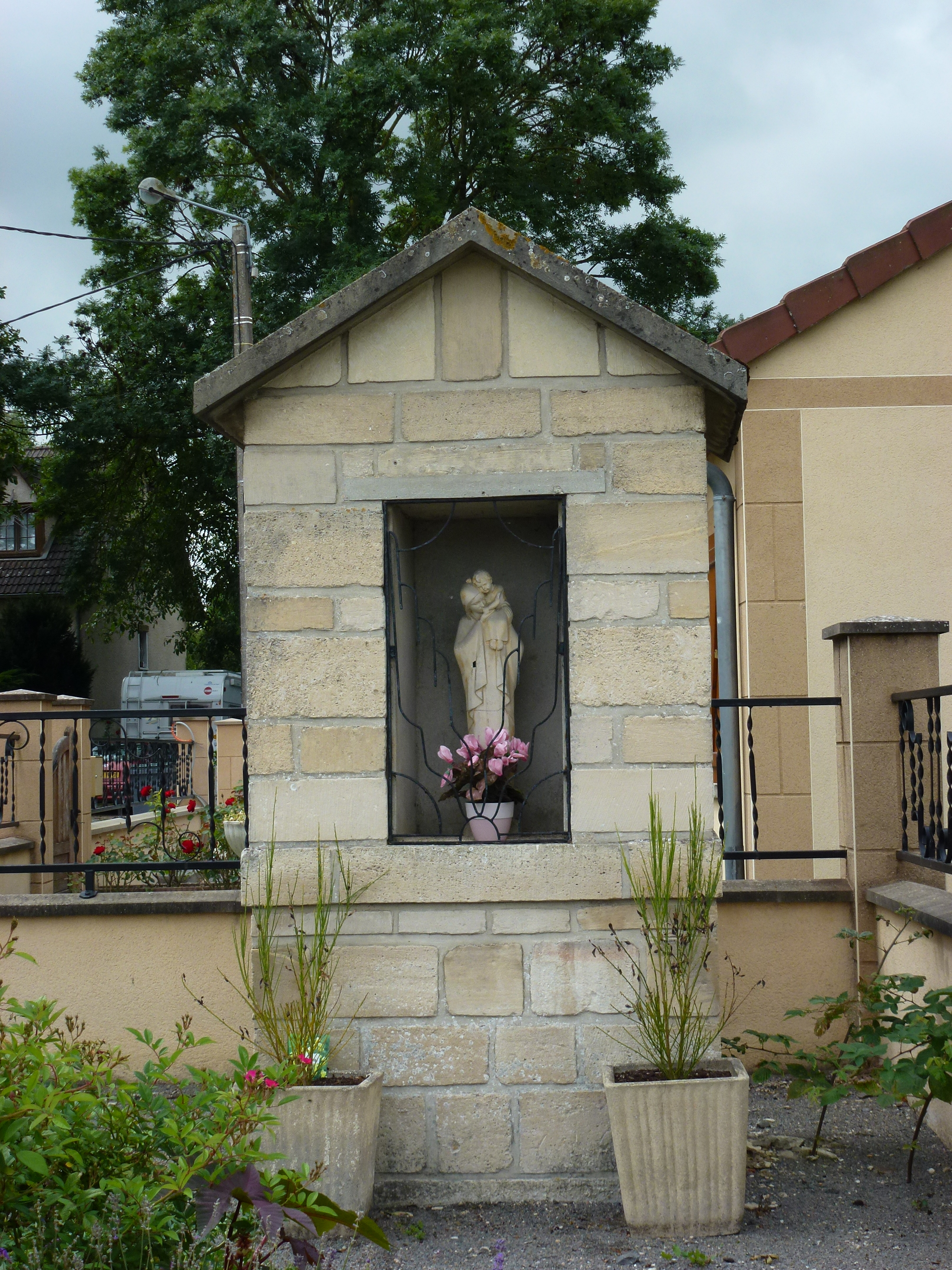
Oratorium